# Rui Hachimura
Rui Hachimura (jap. 八村 塁; ur. 8 lutego 1998 w Toyamie) – japoński koszykarz, występujący na pozycjach niskiego lub silnego skrzydłowego, reprezentant kraju, obecnie zawodnik Los Angeles Lakers.
W 2015 wystąpił w meczu wschodzących gwiazd Jordan Classic International.
23 stycznia 2023 został zawodnikiem Los Angeles Lakers.

## Osiągnięcia
Stan na 26 stycznia 2023, na podstawie, o ile nie zaznaczono inaczej.
NCAA
- Uczestnik rozgrywek:
  - Elite 8 turnieju NCAA (2017, 2019)
  - Sweet Sixteen turnieju NCAA (2017–2019)
- Mistrz:
  - turnieju konferencji West Coast (WCC – 2017, 2018)
  - sezonu regularnego West Coast (2017–2019)
- Koszykarz roku konferencji WCC (2019)[4]
- Laureat Julius Erving Award (2019)[5]
- MVP turnieju Maui Invitational (2019)
- Zaliczony do:
  - I składu:
    - All-American (2019)
    - WCC (2018, 2019)
    - turnieju Maui Invitational (2019)
- Zawodnik tygodnia WCC (4.02.2019, 26.11.2018, 12.11.2018)

NBA
- Zaliczony do II składu:
  - debiutantów NBA (2020)[6]
  - letniej ligi NBA (2019)
- Uczestnik Rising Stars Challenge (2020)[7]

Reprezentacja
- Brązowy medalista mistrzostw Azji U–16 (2013)
- Uczestnik:
  - azjatyckich kwalifikacji do mistrzostw świata (2017 – 4. miejsce, 2019)
  - mistrzostw świata:
    - U–19 (2017 – 10. miejsce)
    - U–17 (2014 – 14. miejsce)

  - turnieju Alberta Schweitzera (2014 – 16. miejsce)
- Lider strzelców mistrzostw świata U–17 (2014 – 22,6)[8]